# Tetradecanal
Tetradecanal ist eine chemische Verbindung aus der Gruppe der Aldehyde.

## Vorkommen
Tetradecanal kommt natürlich in den ätherischen Ölen von Ocotea usambarensis und Pinus sabiniana, sowie in Kumquat-Schalen, Ingwer, Hühnerfett, Hopfenöl, Aprikosen, Zitrusschalenölen und Säften, Heidelbeeren, Brombeeren, Gurken, Kassien-Blättern, Parmesan-Käse, Milchpulver und anderem vor. Die Samen von Crotalaria ochroleuca enthalten ca. 2 % Tetradecanal.

## Gewinnung und Darstellung
Tetradecanal kann durch Reduktion von Myristinsäure gewonnen werden.

## Eigenschaften
Tetradecanal ist ein weißer brennbarer schwer entzündbarer Feststoff, der praktisch unlöslich in Wasser ist.

## Verwendung
Tetradecanal wird als Aromastoff verwendet.